# Galadriel
Galadriel är en fiktiv figur i J.R.R. Tolkiens värld om Midgård. Hon är en alv som förekommer i Sagan om ringen som drottning av Lothlórien, och är bärare av Nenya - en av Maktens ringar. Hon är gift med Celeborn av Doriath och hon var utan tvivel den mest berömda och mäktigaste alven i hela Midgård under den tredje åldern.
Galadriel är yngsta barn och enda dotter till Finarfin av Noldor. Hennes mor är Eärwen av Teleri, och de äldre bröderna är Finrod, Orodreth, Angrod och Aegnor. Galadriel föddes i Valinor under de två trädens tidsålder, där hon gick under namnet Alatáriel. Hon fick också smeknamnet Nerwen, för sin längd och atletiska kropp.

## Noldors uppror
Galadriel var, enligt Silmarillion, den enda kvinnan som tog en ledande roll i Fëanors uppror mot Valar, men hon svor inga eder. Hon lämnade Valinor tillsammans med sina bröder, och kom till Midgård vid första ålderns början. Hon vistades där ofta i Thingols salar, där hon mötte Celeborn som hon senare äktade. 
Efter Vredens krig lämnade de flesta av Noldor Beleriand, men Galadriel och Celeborn stannade i Midgård. Efter Amroths försvinnande under tredje åldern blev de kung och drottning av Lothlórien.
Tack vare sina insatser i Ringens krig hävdes det bann Valar utfärdat mot Noldor, och Galadriel återvände till Valinor i sällskap med Elrond och Gandalf m.fl, samt ringbärarna Frodo och Bilbo.

## Galadriels karaktär
Galadriel är en av de romanfigurer vars personlighet och historia ändrats flest gånger mellan olika versioner; olika källor är därför starkt motsägande. Det rör sig främst om skillnader i hennes relation till Celeborn. Ovanstående information är hämtad ur Silmarillion, medan Sagor från Midgård återger en helt annorlunda version. I denna är Celeborn inte en alv i Beleriand, utan en av Teleri som hon möter i Valinor. De båda har ingenting med Noldors uppror att göra, utan bygger sig ett eget skepp och tar sig på egen hand till Midgård och bosatte sig i Eregion. Denna version motstrider dock Sagan om Ringen, som till skillnad från de flesta av Tolkiens verk är avslutat av honom själv.

## Etymologi
Galadriel är ett sindarinskt namn som översatts av Tolkien som "glitterkrans", "Jungfrun krönt med glänsande hår" och "Jungfrun krönt med en strålande krans".
Alatáriel var Galadriels namn på Telerin-Quenya som hon fick av Celeborn. Namnet betyder "Jungfrun krönt med glänsande hår", som härrör till hennes hår.
Artanis var Galadriels fadernamn som betyder "Adelsdam" på Quenya.
Nerwen var Galadriels modernamn som betyder "manmön" på Quenya.

## Film
I Ralph Bakshis animerade version av Sagan om Ringen röstades Galadriel av Annette Crosbie. 
I Radioteaterns uppsättning av Sagan om Ringen röstades Galadries av Helena Bergström.
I Peter Jacksons filmtrilogi om Härskarringen spelades hon av Cate Blanchett.
I Amazon Prime Times serie Sagan om ringen: Maktens ringar löst baserad på J.R.R. Tolkiens appendix har hon huvudrollen. Hon spelas av Morfydd Clark.